# کی‌وای‌بی
کی‌وای‌بی (انگلیسی: KYB Corporation) شرکت خودروسازی ژاپنی است، که در سال ۱۹۱۹ تأسیس شد.